# Витень (князь)
Витень або Вітень (лит. Vytenis, біл. Віцень), (бл. 1260 — 1316) — Великий князь Литовський у 1295—1316 роках.

## Життєпис
Традиція виводить його з Жемайтії із роду Колюмнів. Напевне, був сином Великого князя Литовського Будивида. На думку Леонтія Войтовича, найбільш імовірно, Вітень був старшим братом Гедиміна. За версією Антонія Прохаски, Вітень був стриєчним братом Гедиміна. За П. Дюсбургом у 1296 р. мав титул короля. Обраний з'їздом литовських князів.
За Витеня значно розширились кордони Литовського князівства, як на південь (під литовську руку активніше починають переходити руські (в основному білоруські) землі, так і на північ (договір Витня з Ригою).
За нього під Литвою були вже не тільки Чорна Русь та Новгород-Литовське князівство, але й Кривицько-Дреговицька земля (з Полоцьком та Вітебськом), Турово-Пінська земля, Берестейсько-Дорогичинська та навіть «земля Деревська» (частина Київського князівства)[джерело?].
Помер до 1316 року.